# Во Ван Кьет
Во Ван Кьет (настоящее имя Фан Ван Хоа, 23 ноября 1922 в провинции Виньлонг, Кохинхина, Французский Индокитай — 11 июня 2008, Сингапур) — вьетнамский политический деятель, премьер-министр СРВ (1991—1997). Также был известен под псевдонимом Шау Зан.

## Биография
Родился в крестьянской семье.
- 1939 г. вступил в Коммунистическую партию Индокитая. Участник антиколониального молодёжного движения.
- 1946—1954 гг. — участник войны против французских колонизаторов.

С 1960 г. — кандидат в члены ЦК Коммунистической партии Вьетнама, с 1972 г. — член ЦК КПВ. Кандидат в члены Политбюро ЦК КПВ (1976—1982).
Во время Вьетнамской войны был членом комитета южного бюро ПТВ в Южном Вьетнаме.
В 1976 г. — после победы в гражданской войне Северного Вьетнама — первый секретарь городского комитета КПВ г. Хошимин.
- 1982—1987 гг. — заместитель премьер-министра, председатель Госплана СРВ.
- 1987—1988 гг. — первый заместитель премьер-министра.
- март-июнь 1988 г. — и. о. председателя Совета Министров СРВ. На выборах председателя Совета Министров 22 июня в Национальном собрании получил 36 % голосов (избран До Мыой)).
- 1991—1992 гг. — председатель Совета Министров СРВ.
- 1992—1997 гг. — премьер-министр Социалистической Республики Вьетнам.
- 1997—2001 гг. — консультант Политбюро ЦК КПВ.

Член Политбюро ЦК КПВ (1982—1997).
С 2001 года находился на пенсии.
3 июня 2008 года Во Ван Кьет был госпитализирован в сингапурскую больницу Mount Elizabeth, где скончался 11 июня в возрасте 85 лет.

## Образ в кино
- «Освобождение Сайгона» (2005) — показана деятельность Шау Зана в Южном Вьетнаме на последней стадии Вьетнамской войны в 1975 году.